# Ahlbeck (bei Ueckermünde)
Ahlbeck ist eine Gemeinde im Landkreis Vorpommern-Greifswald in Mecklenburg-Vorpommern (Deutschland). Sie wird vom Amt Am Stettiner Haff mit Sitz in Eggesin verwaltet.

## Geografie

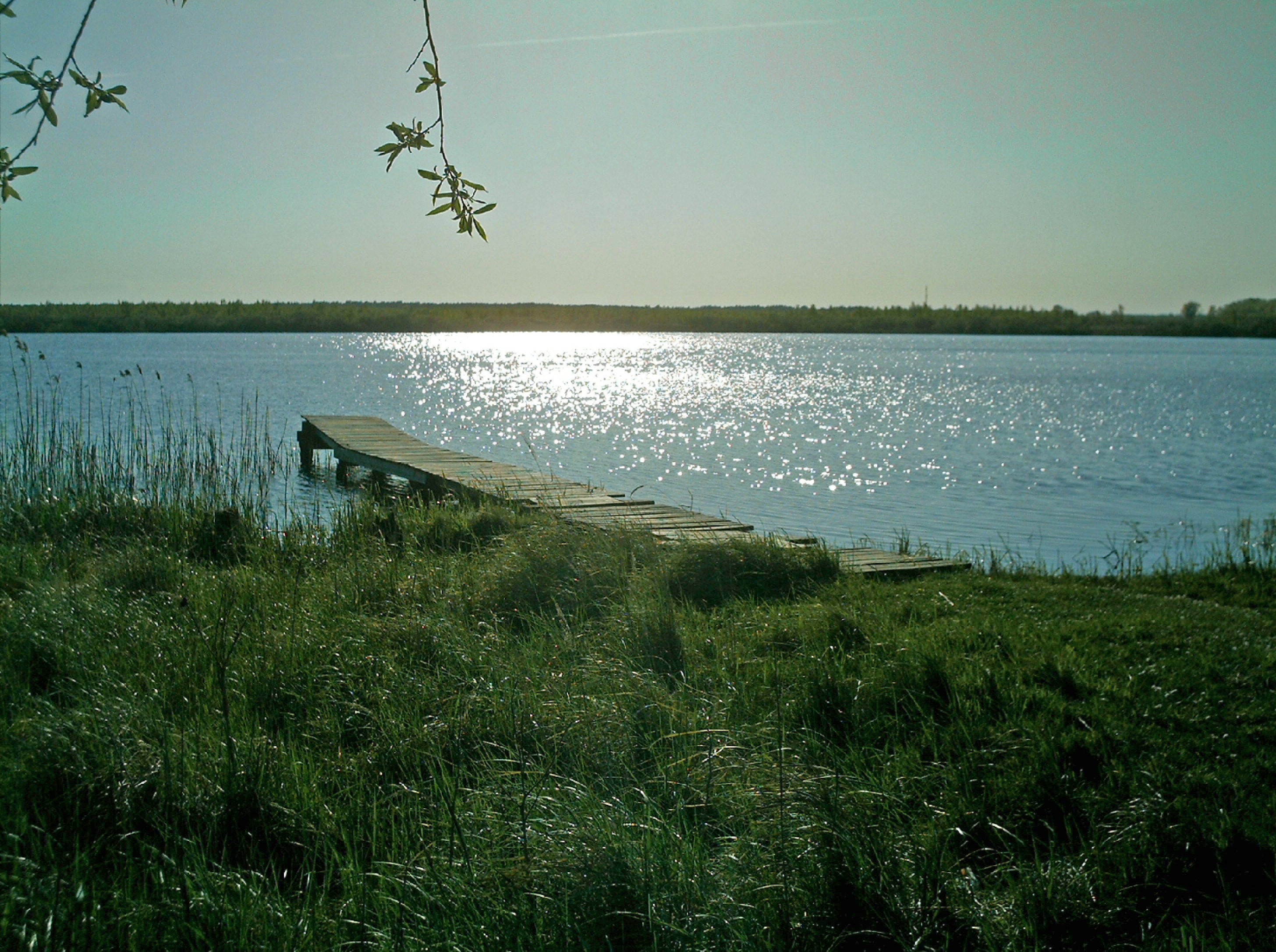
Ludwigshofer See

Die Gemeinde Ahlbeck liegt im östlichen Teil der Ueckermünder Heide, einem ausgedehnten Waldgebiet in der Nähe der polnischen Grenze. Mit den Ortsteilen Gegensee und Ludwigshof umschließt Ahlbeck den nordwestlichen Teil eines ehemaligen, von Kolonisten abgelassenen Sees (Ahlbecker See). Dieses Feuchtgebiet, Seegrund genannt, ist ein circa sechs Kilometer langes und etwa zwei Kilometer breites Naturschutzgebiet. Der Neuwarper See – eine Bucht des Stettiner Haffs (Oderhaff) – ist etwa fünf Kilometer von Ahlbeck entfernt (Gemeinde Luckow, Ortsteil Rieth). Südwestlich von Ahlbeck liegt ein Truppenübungsplatz der Bundeswehr (Karpin – Spechtberg – Drögeheide). Die nächstgelegene Stadt (acht Kilometer entfernt) ist Eggesin.
Umgeben wird Ahlbeck von den Nachbargemeinden Luckow im Norden, Hintersee im Osten und Südosten sowie Eggesin im Südwesten und Westen.

### Ortsteile
- Gegensee – mit einigen reetgedeckten Fachwerkhäusern aus der Gründerzeit und einer Feriensiedlung (Bungalows und Finnhütten)
- Ludwigshof (Ortsteil seit 1912) – unter anderem mit einem Reiterhof und dem Ludwigshofer See

## Geschichte
Die Geschichte des Ortes reicht in das 12. Jahrhundert zurück. Jedoch erst 1491 taucht Ahlbeck erstmals in einer Urkunde auf – die Existenz einer Kirche ist für die Mitte des 15. Jahrhunderts belegt.
Im Gebiet um Ahlbeck lebten Bauern, Fischer und Holzfäller, Köhler und Teerschweler. Das Dorf gehörte von 1493 bis 1648 zum Herzogtum Pommern und kam danach in schwedischen Besitz. Im Dreißigjährigen Krieg wurden mehrere Hofstellen und die Kirche zerstört. Im Gebiet um Ahlbeck erlegte man noch bis zum Anfang des 19. Jahrhunderts Wölfe. 1719 erfolgte die Übernahme des Gebietes durch Preußen. Die Zeit der Kolonisierung der damals weitgehend menschenleeren Ueckermünder Heide begann durch ein Edikt des Preußenkönigs Friedrich II. aus dem Jahr 1745. Es entstanden die Vorwerke Vorsee, Ludwigshof und Gegensee, die heute zur Gemeinde gehören. In der Hoffnung, fruchtbare Wiesen zu schaffen, wurde der Ahlbecker See durch das Ziehen von Abflussgräben in Richtung Westen (zur Randow), später in Richtung Norden (zum Neuwarper See) abgesenkt und schließlich ganz abgelassen. Der angestrebte Erfolg blieb aus, da die Sand- und Torfböden für die landwirtschaftliche Nutzung nicht optimal waren. Heute ist der ehemalige See, das sogenannte Fenn, eine einzigartige Naturlandschaft.
Die 1865 in Ahlbeck lebenden 614 Einwohner waren Bauern, Büdner und Fischer, Waldarbeiter, Händler und Leineweber. Um 1900 wurde nahe dem Ortsteil Ludwigshof Seeschlick des ehemaligen Ahlbecker Sees ausgebaggert (das Baggerloch ist der heutige Ludwigshofer See), um aus dem Faulschlamm Ammoniak herzustellen, was sich nicht rentierte.
Am 1. Juli 1950 wurde die bis dahin eigenständige Gemeinde Gegensee eingegliedert.
Seit 1993 wurde der Ortskern mit Hilfe der Städtebauförderung umfassend saniert.

### Jagdhaus Gegensee

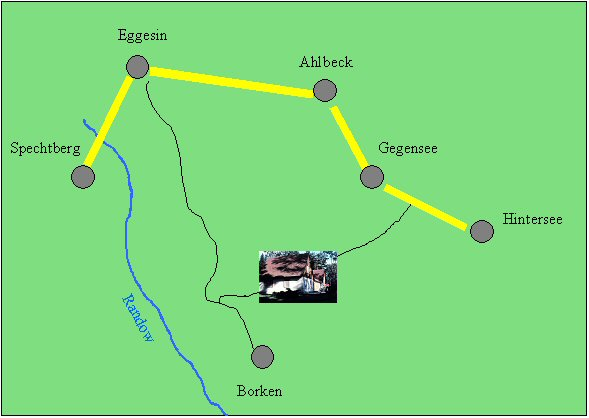
Lage des Jagdhauses Gegensee

Westlich von Gegensee, in einem Waldgebiet, begrenzt durch die Ortschaften Eggesin, Spechtberg, Borken, Gegensee befand sich das Jagdgebiet des Ministers für Nationale Verteidigung der DDR, Heinz Hoffmann. Nach einem Brand Anfang der 1970er Jahre wurde ein neues Jagdhaus errichtet, umgangssprachlich als Jagdhaus Gegensee bezeichnet. Zusätzlich gab es Fahrzeuggaragen, ein Wachgebäude, einen Stahlgitterturm mit funktechnischen Einrichtungen, weitere jagdliche Einrichtungen und einen Hubschrauberlandeplatz. Jagdgäste waren neben Generalen der NVA auch Gäste aus dem Ausland. Wegen der daraus folgenden Sicherheitsmaßnahmen mussten auf dem nahegelegenen Schießstand der Garnison Eggesin teilweise geplante Ausbildungsmaßnahmen ausgesetzt werden. Als das Jagdhaus für die Aufbewahrung der Jagdtrophäen nicht mehr ausreichte, wurde Ende der 1970er Jahre ein Trophäenhaus errichtet.

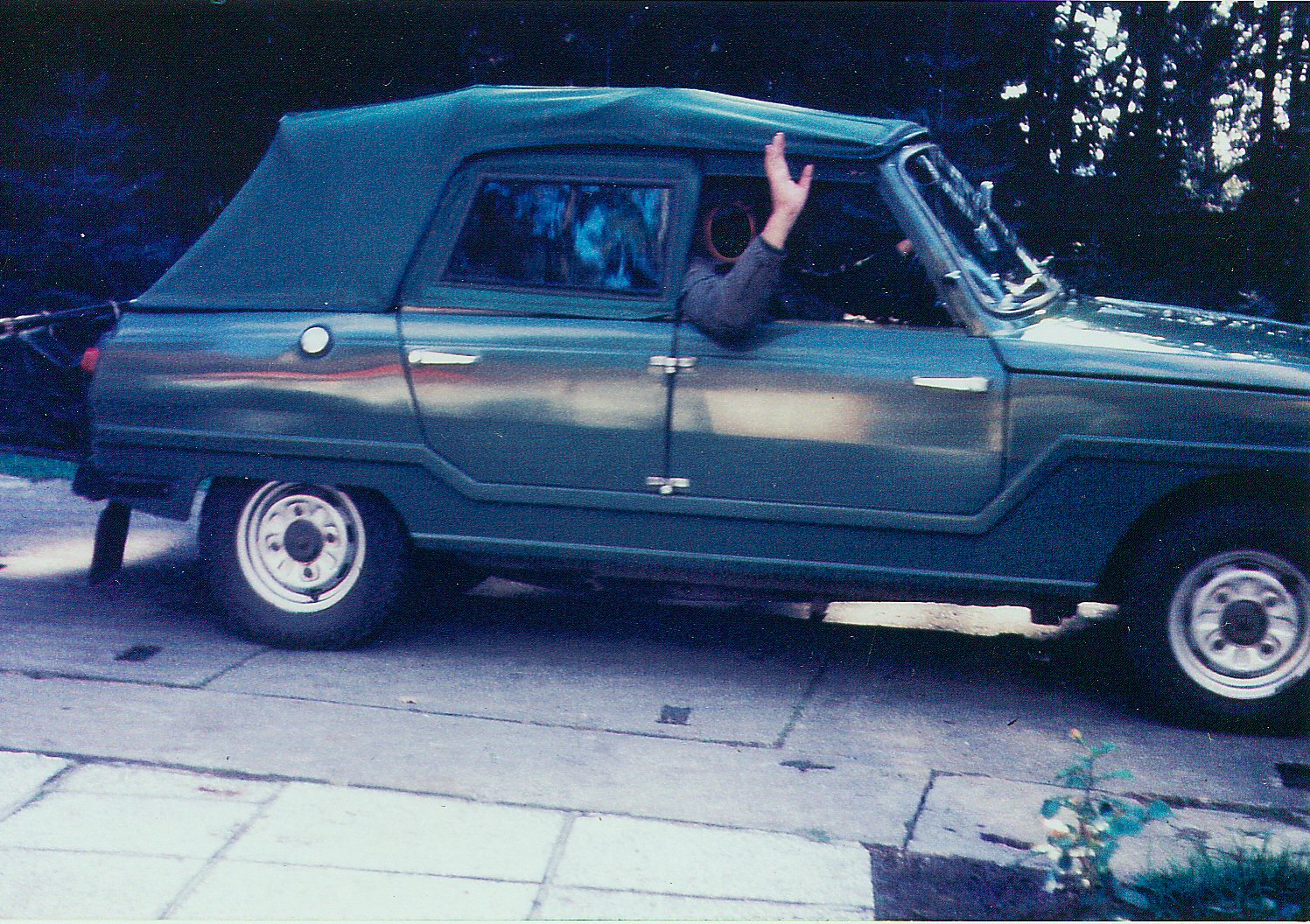
Jagdvariante des Wartburgs

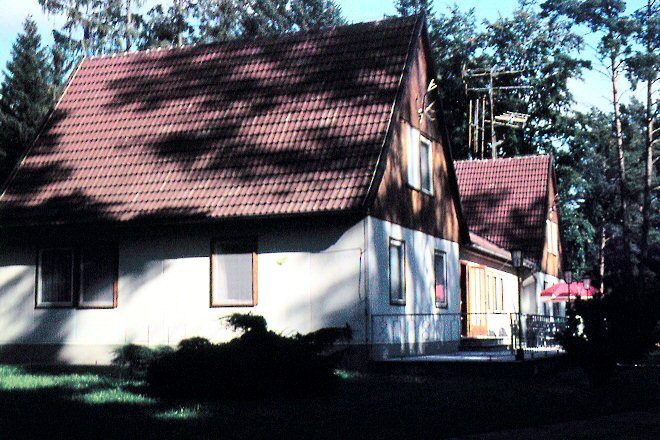
Jagdhaus Gegensee des Ministers für Nationale Verteidigung der DDR

Speziell im Automobilwerk Eisenach der DDR gefertigte Jagdfahrzeuge/Kübel des Typs „Wartburg“ standen für den Minister und seine Frau zur Verfügung. Das Jagdhaus war rund um die Uhr besetzt, war wirtschaftlich dem militärischen Forstwirtschaftsbetrieb Hintersee angeschlossen. Nachrichtentechnisch war das Jagdhaus mit direkten Nachrichtenverbindungen zur Nachrichtenzentrale des Ministeriums für Nationale Verteidigung verbunden. Diese Verbindungen wurden über das Knotenkabel (Kk) 274 Zw 1-10/4 der Deutschen Post der DDR von Ahlbeck zum Jagdhaus betrieben. Während der Jagd waren alle Jagdfahrzeuge über ein Funknetz untereinander und mit dem Jagdhaus verbunden.
Im Oktober und November des Jahres 1985 wurde etwa fünf Kilometer südlich des Jagdhauses und nördlich von Rothenklempenow ein zusätzlicher Jagdbungalow für den Minister errichtet.
In der „TK 25 der DDR“ und auch in der „Geo Basis-DE/M-V – DTK 10“ – sind die Gebäude verzeichnet. Die Position ist 53.61891 und 14.18835. Südwestlich davon in ca. 1000 m Entfernung ist eine rechteckige Lichtung an deren linken oberen Rand ebenfalls ein Gebäude eingezeichnet ist. Das könnte der beschriebene Hubschrauberlandeplatz sein. Von der Kreislichtung ca. 400 m nordwestlich ist noch einmal eine schief-rechteckige Lichtung mit einem eingezeichneten Gebäude und einem Zugang zum Militärgelände. Das könnte die beschriebene Kfz-Garage sein. Ca. 3 km genau südwärts ist noch jetzt bei Google-Maps ein Gebäude an der Waldkante zu erkennen – Jagdbungalow. Außer letztgenanntem Gebäude sind alle Bauten abgeräumt worden, die Umgebung wurde renaturiert bzw. ist selbst verwildert.

## Politik

### Gemeindevertretung und Bürgermeister
Der Gemeinderat besteht (inkl. Bürgermeister) aus 8 Mitgliedern. Die Wahl zum Gemeinderat am 9. Juli 2024 hatte folgende Ergebnisse:
| Partei/Bewerber      | Prozent | Sitze |
| -------------------- | ------- | ----- |
| TUS Seegrund Ahlbeck | 53,93   | 5     |
| CDU                  | 46,06   | 3     |

Bürgermeister der Gemeinde ist Josef Schnellhammer (CDU), er wurde mit 80,06 % der Stimmen gewählt.

### Dienstsiegel
Die Gemeinde verfügt über kein amtlich genehmigtes Hoheitszeichen, weder Wappen noch Flagge. Als Dienstsiegel wird das kleine Landessiegel mit dem Wappenbild des Landesteils Vorpommern geführt. Es zeigt einen aufgerichteten Greifen mit aufgeworfenem Schweif und der Umschrift „GEMEINDE AHLBECK * LANDKREIS VORPOMMERN-GREIFSWALD“.

## Sehenswürdigkeiten

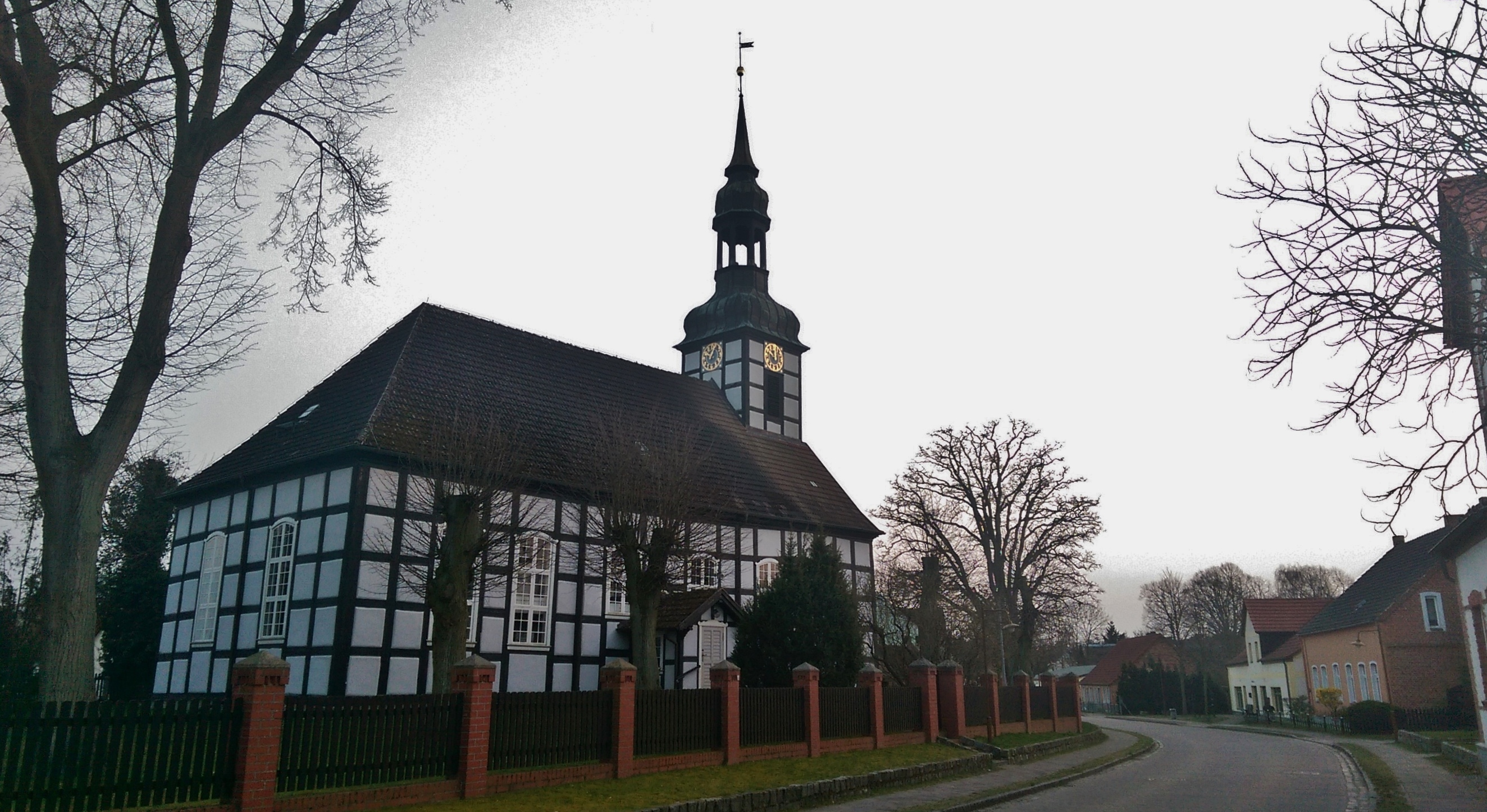
Dorfkirche Ahlbeck

- Die Dorfkirche Ahlbeck ist eine barocke, stattliche, rechteckige Fachwerkkirche von 1759[7] (andere Quellen von 1754). Der Turm hat eine offene Haube. Die Ausstattung (Altar, Kanzel, Empore) stammt auch aus dem 18. Jh. Sie gehört zu den schönsten Beispielen einer Fachwerkkirche in Norddeutschland.
- Die Grabkapelle der Familie von Voss auf dem Friedhof stammt aus der 2. Hälfte des 19. Jahrhunderts.
- Das gesamte, relativ einheitliche Ortsbild des Dorfes mit seinen meist traufständigen Fachwerkhäusern

## Verkehrsanbindung
Von der B 109 erreicht man Ahlbeck über Torgelow und Eggesin. Weitere Landstraßen führen von Ahlbeck nach Vogelsang-Warsin am Stettiner Haff sowie nach Süden in die rund 30 Kilometer entfernte Gemeinde Löcknitz an der B 104. Im acht Kilometer entfernten Eggesin besteht über die Bahnstrecke Jatznick–Ueckermünde auch Anschluss zur Eisenbahn.